# Šebeka
Šebeka ili šambek (tal. sciabecchino, njem. Schebek) je vrsta broda.
Šambek je vrlo uski i brzi brod na jedra. Ima dva ili tri jarbola. Austrijski šambeci bili su od hrastovine, dužine do 23,7 metara, najveće širine do 6,8 metara i gaza 2 metra. Bio je naoružan s do 20 topova. Brod je imao do 75 članova posade.

## Vanjske poveznice
- Šambek Hrvatska tehnička enciklopedija, portal hrvatske tehničke baštine. LZMK